# 宁武乌头
宁武乌头（学名：Aconitum ningwuense）为毛茛科乌头属下的一个种。

## 扩展阅读
- 維基物種上的相關：宁武乌头